# Nova Unió (Social Liberals)
Nova Unió (Social Liberals) (lituà Naujoji Sąjunga (socialliberalai), NS) va ser un partit polític de Lituània d'ideologia liberal. Era membre del Partit dels Liberals Demòcrates i Reformistes Europeus, i observador a la Internacional Liberal.

## Història
Va ser fundat el 1998 i dirigit per Artūras Paulauskas. La seva política es basava en la ideologia socioliberal, els principals valors de la qual són la llibertat personal, la solidaritat social, el benestar de les persones i la justícia.
El 2000 va formar un govern de coalició amb la Unió Liberal de Lituània, i el 2001 una nova coalició amb els socialdemòcrates i, posteriorment, en 2004 una coalició amb el Partit Socialdemòcrata i el Partit del Treball, que va durar fins al 2008. El seu candidat Vilija Blinkevičiūtė va obtenir el 16,6% dels vots a les eleccions presidencials lituanes de 2004, i a les eleccions legislatives lituanes de 2004 va obtenir 11 escons.
A les eleccions legislatives de 2008 va perdre bona part del seu electorat, i només va obtenir un escó al Seimas amb el 3,64% dels vots. El diputat va formar part del grup parlamentari del Partit Socialdemòcrata. Donat que els seus anteriors socis de coalició, el Partit Socialdemòcrata i el Partit del Treball, també van patir un fort retrocés electoral, es va formar una nova coalició de centredreta dirigida per Andrius Kubilius, que es convertí en primer ministre per segona vegada, deixant al partit a l'oposició.
Al 2011, el partit es va integrar al Partit del Treball, mentre que una facció va marxar al la Unió Centrista i Liberal.

## Resultats electorals
| Any  | Líder                | Vots              | %                 | Escons   | +/- | Govern             |
| ---- | -------------------- | ----------------- | ----------------- | -------- | --- | ------------------ |
| 2000 | Artūras Paulauskas   | 288,895           | 19.64             | 28 / 141 | Nou | Coalició           |
| 2004 | Algirdas Brazauskas  | Coalició amb LSDP | Coalició amb LSDP | 11 / 141 | 18  | Oposició (2006-08) |
| 2004 | Algirdas Brazauskas  | Coalició amb LSDP | Coalició amb LSDP | 11 / 141 | 18  | Coalició (2008)    |
| 2008 | Algirdas Monkevičius | 45,061            | 3.64              | 1 / 141  | 10  | Oposició           |